# Nebrioporus brownei
Nebrioporus brownei is een keversoort uit de familie waterroofkevers (Dytiscidae). De wetenschappelijke naam van de soort is voor het eerst geldig gepubliceerd in 1949 door Guignot.